# Wacholderpark

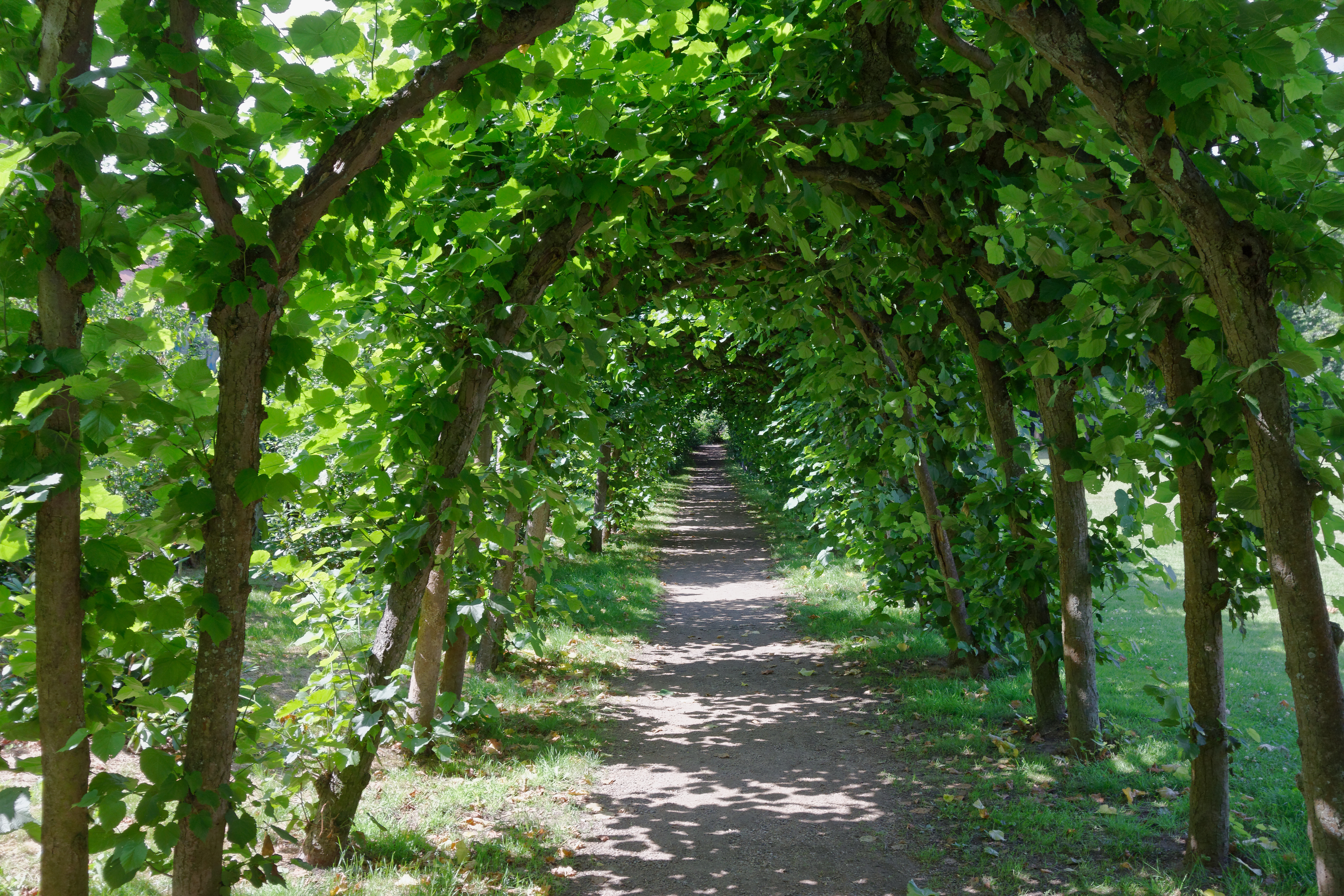
Laubengänge im Sommer

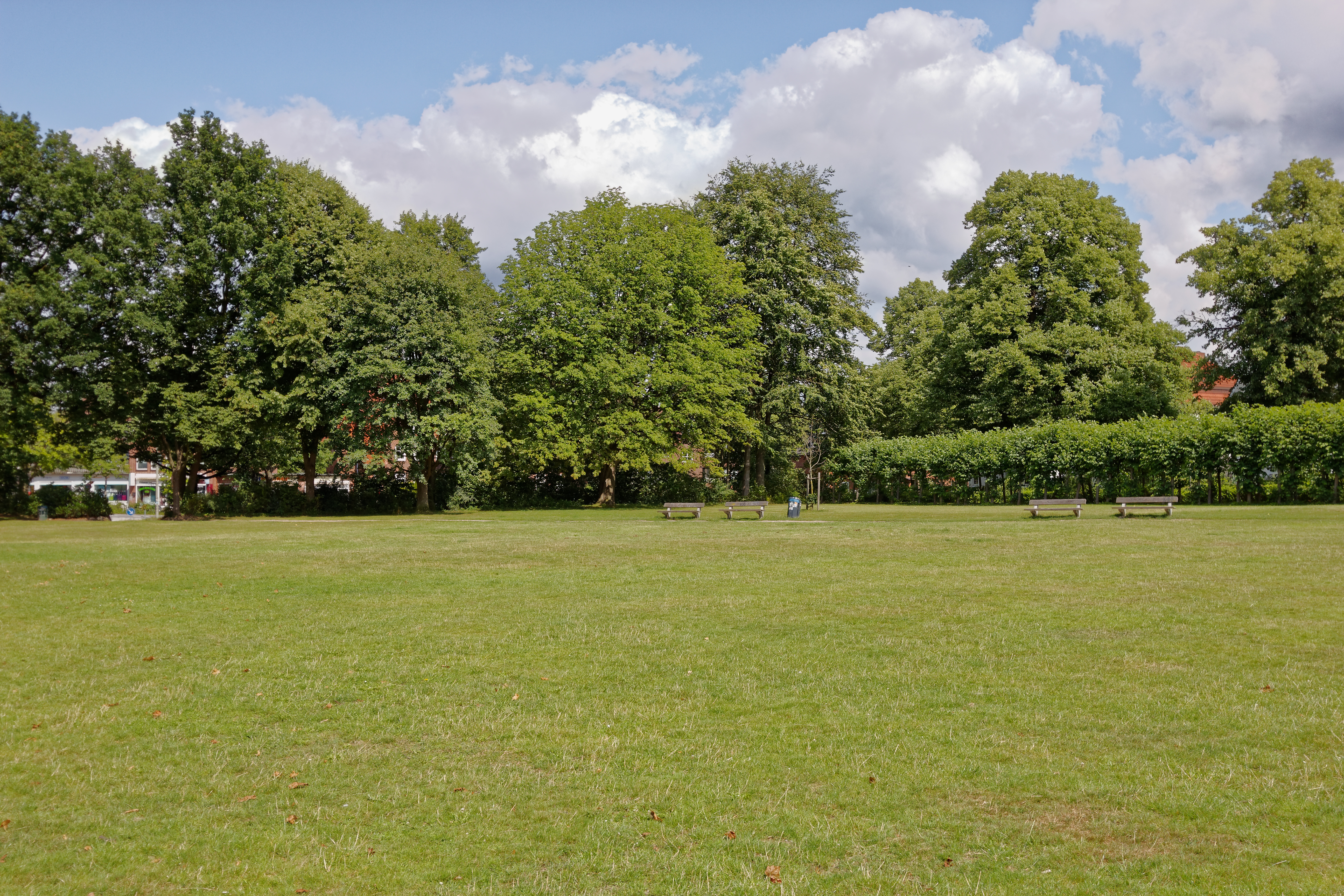
Zentrale Wiese

Der Wacholderpark ist ein denkmalgeschützter Park in Hamburg. Der Charakter des Parks wird durch die aufwendig gestalteten Laubengänge aus Linden bestimmt.

## Lage
Der kleine Park liegt im Zentrum des Hamburger Stadtteils Fuhlsbüttel in unmittelbarer Nähe des U-Bahnhofs. Er hat eine annähernd quadratische Form mit einer Fläche von ca. 10.000 m².

## Geschichte
Ab 1909 von Leberecht Migge geplant, entstand der Park von 1910 bis 1911 ausdrücklich als Spielpark im Zusammenhang mit neuer Wohnbebauung. Migge fand bereits eine, nach eigenen Worten „ungefähr 1 Hektar große Wiese etwa 1 m höher als die umgebenden Straßen gelegen und auf einer Seite von einem hohen Weißdornknick begleitet“ vor. Er gestaltete die vorhandene Landschaft nur leicht um, vor allem die sonnige Wiese wurde als Kern des Parks genutzt. Auf der nordöstlichen Seite blieb der Knick erhalten, im Südosten und Südwesten plante er die Lindenlaubengänge und im Nordwesten zwei Baumgruppen mit Spiel- und Turnplatz. Migges ursprüngliche Planung sah noch einen Eingangsbereich mit Tor und zwei Häuschen vor, die aber wahrscheinlich nie bestanden haben und auf jeden Fall bereits 1927 nicht mehr existierten.
Die große Kastanie in der südwestlichen Ecke war als Solitärbaum geplant, steht heute aber am Rand eines Gehölzes, das in den 1960er-Jahren zur Abgrenzung des Parks zum Parkplatz gepflanzt wurde. Dieser Parkplatz gehörte ursprünglich zum Park und wurde erst abgetrennt, als in der Nähe des U-Bahnhofes der Bedarf für PKW-Stellplätze anstieg.
Die Anlage gilt als Beispiel für die Reform der Gartenarchitektur vor dem Ersten Weltkrieg sowie als Zeichen für die damalige Entwicklung Fuhlsbüttels zu einem attraktiven Wohngebiet für die Mittelschicht.

## Ausstattung
Der Park besteht im Wesentlichen aus der Großen Wiese mit den umgebenden Wegen. Die Nordwestseite ist vollständig als Spielplatz gestaltet. Es gibt einige Sitzbänke im Nordwesten und in der Mitte, von denen einzelne noch aus der Gründungszeit des Parks stammen.

## Fotografien und Karte
Koordinaten: 53° 37′ 54″ N, 10° 1′ 29″ O

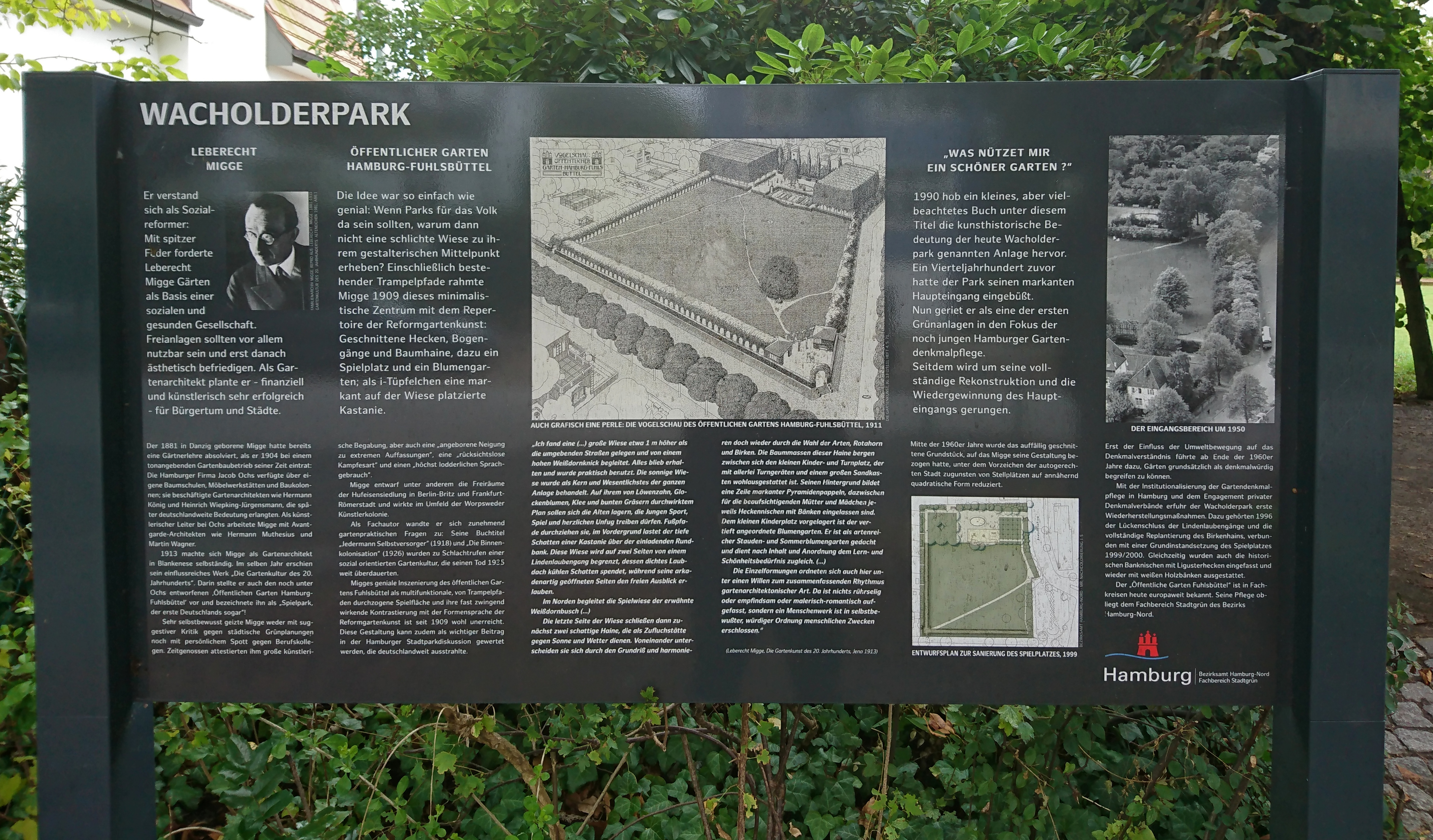
Ein Hinweisschild
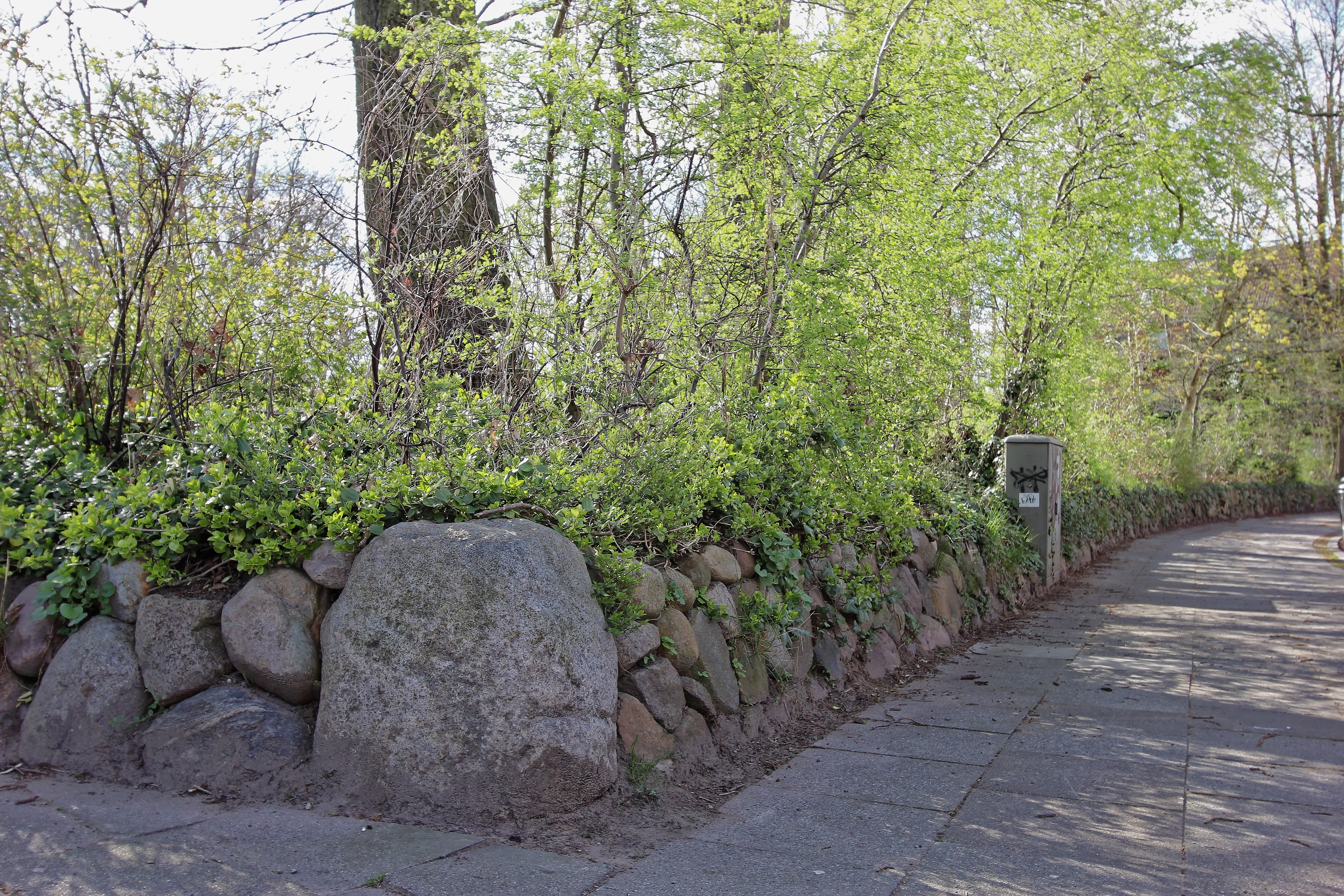
Feldsteinmauern im Eingangsbereich
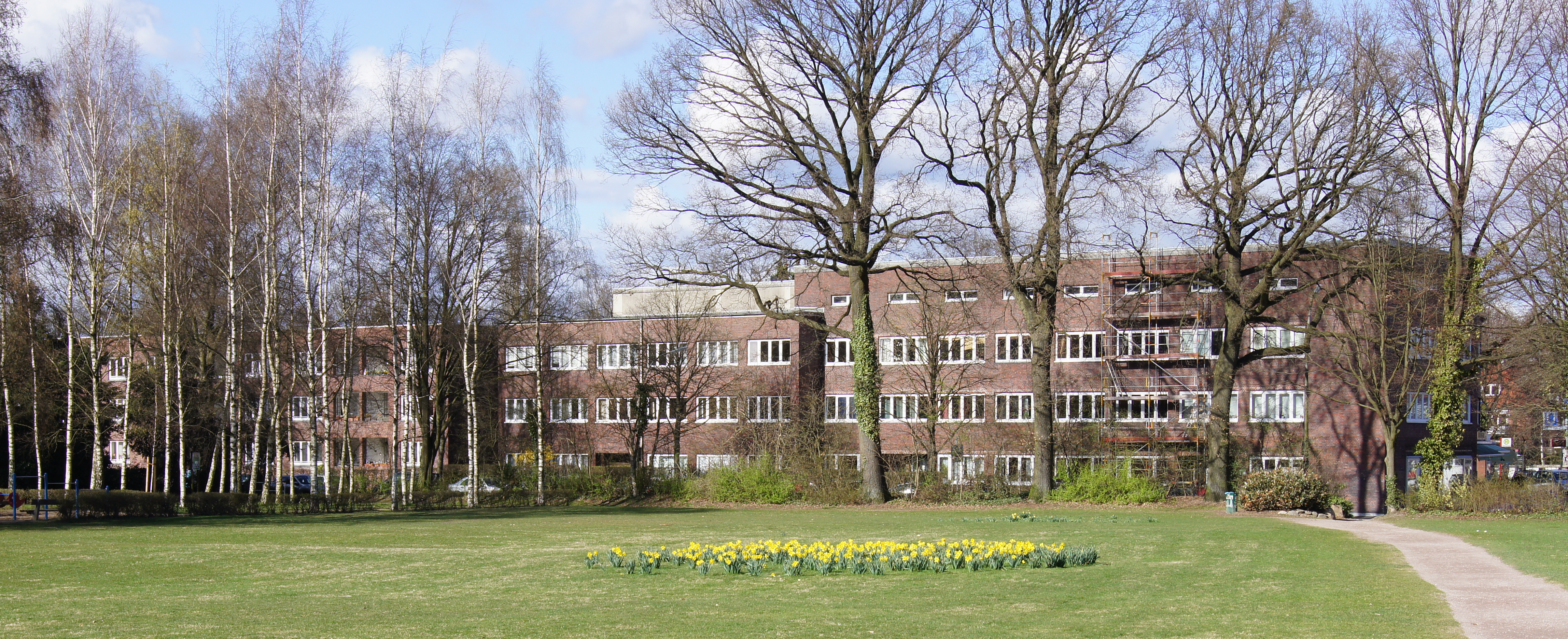
Blick über die Wiese zum Bergkoppelweg
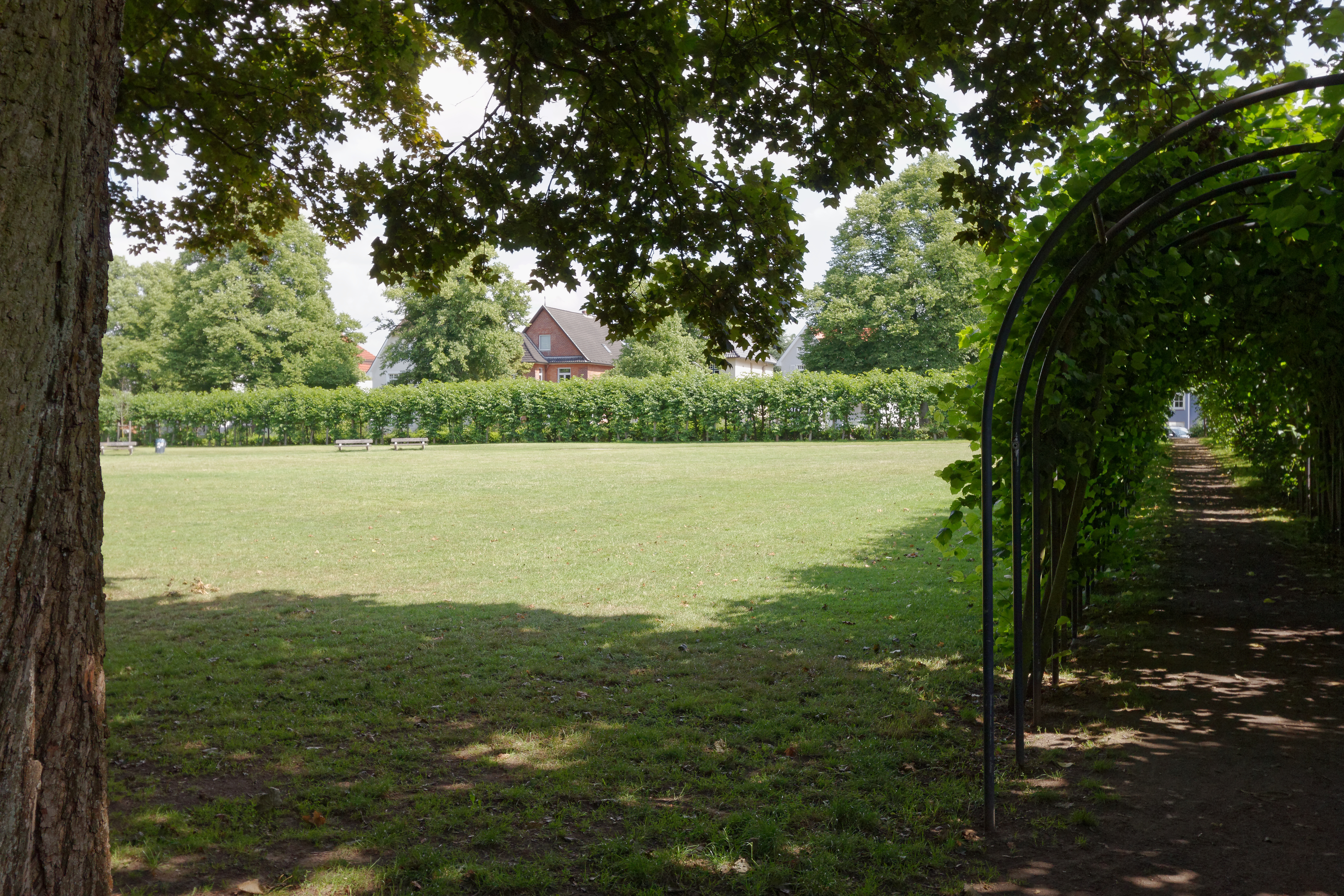
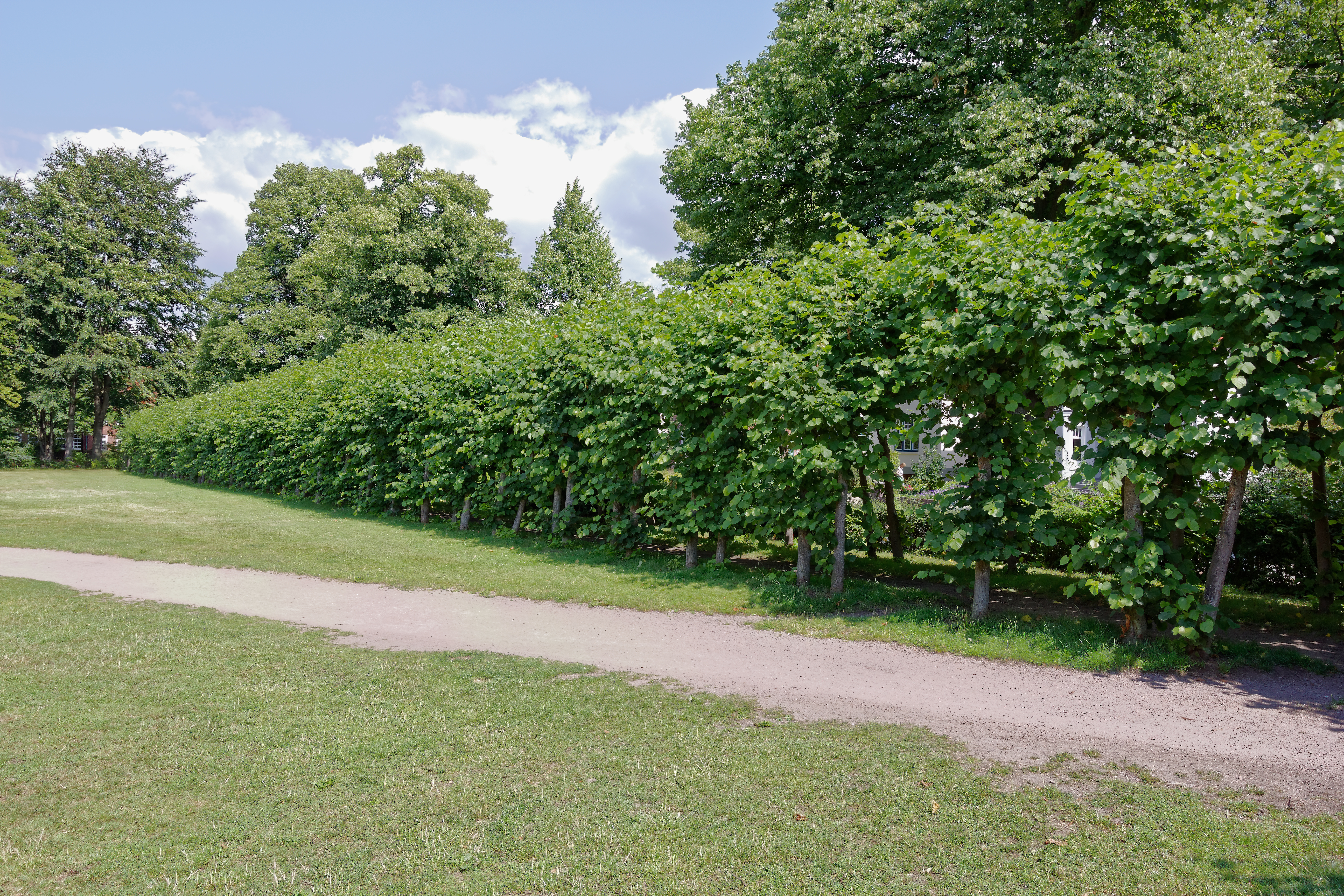
Laubengang zum Wacholderweg von der Wiese gesehen
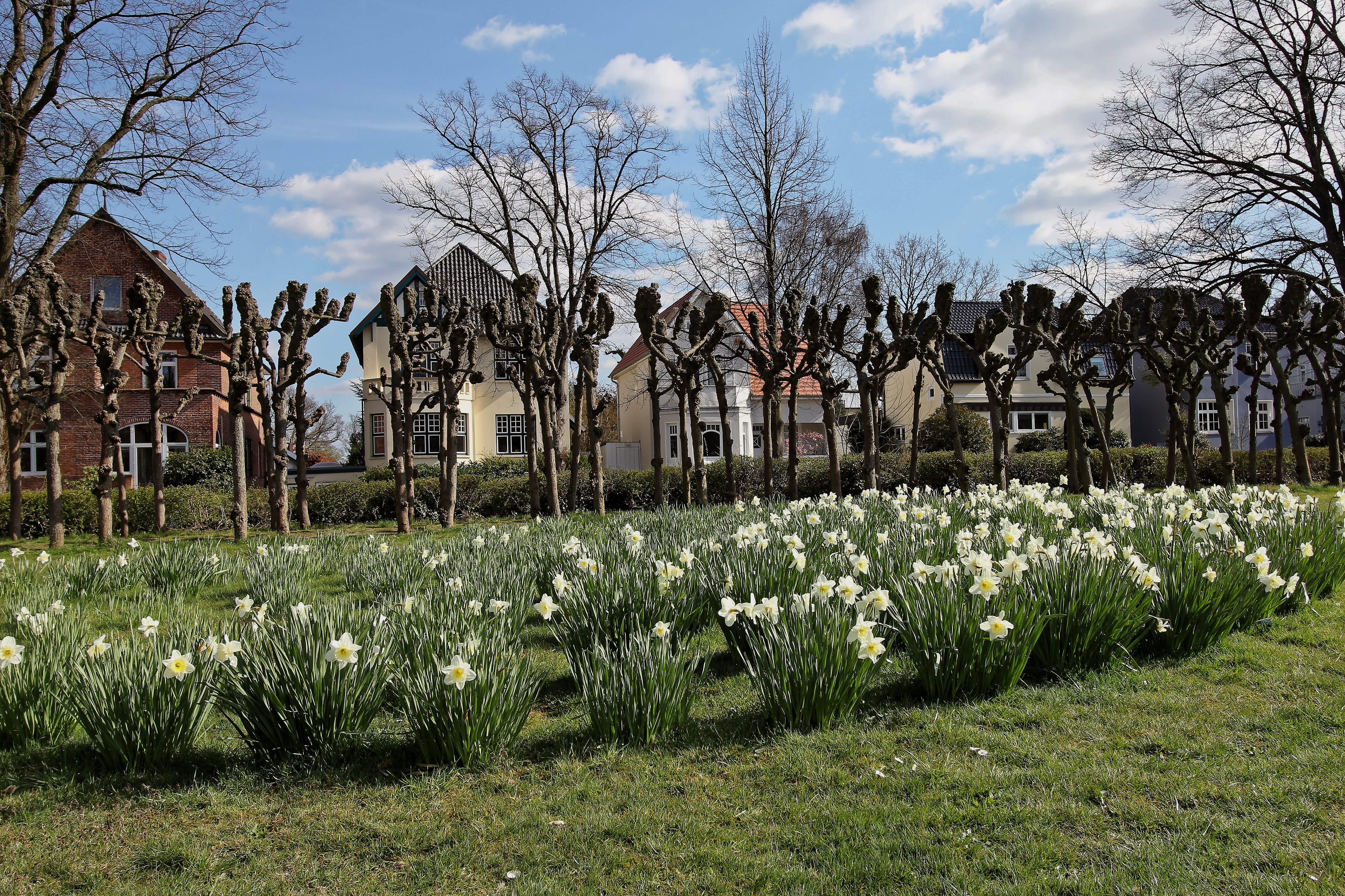
Blick über die Wiese zum Wacholderweg
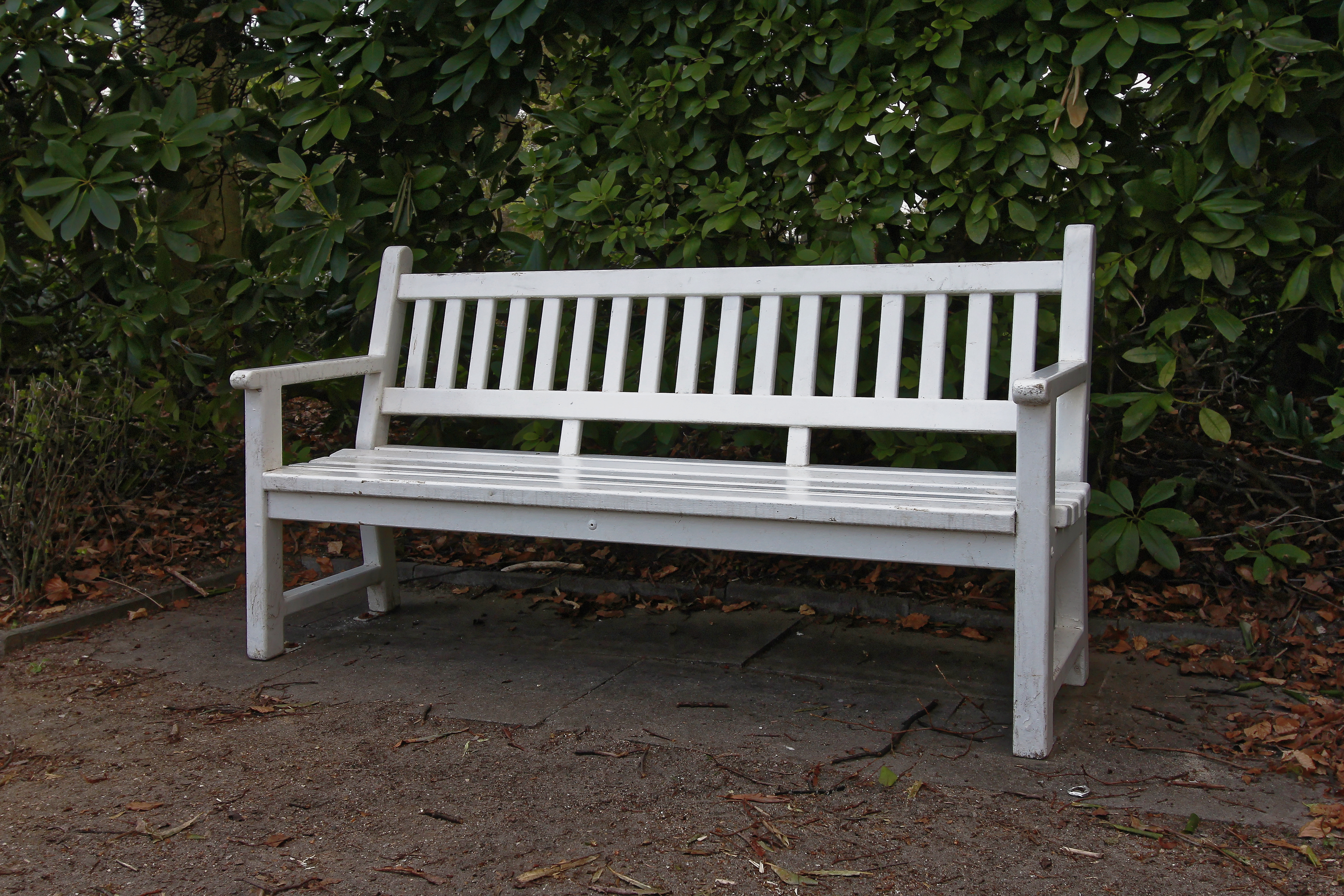
Parkbank aus der Gründerzeit des Parks